# Paus Silvester II
Silvester II, voor zijn verkiezing Gerbert van Aurillac (Saint-Simon (Cantal), Auvergne, ca. 946 – Rome, 12 mei 1003), was paus van 999 tot zijn dood in 1003. Hij was een geleerde en introduceerde veel kennis in Europa, zoals Arabische cijfers en astronomie. Hij was de eerste Franse paus.

## Leven
Gerbert werd geboren in Auvergne in Frankrijk. Rond 963 werd hij monnik in het klooster van Sint-Geraldus te Aurillac. In 967 bezocht graaf Borrel II van Barcelona het klooster, en de abt vroeg hem Gerbert met zich mee te nemen, zodat hij in Spanje wiskunde kon studeren. De jaren daarop studeerde Gerbert in de door christenen gedomineerde stad Barcelona en mogelijk ook in de islamitische steden Córdoba en Sevilla, waar in die periode onder kalief Al-Hakam II de wetenschappen op hoog niveau werden beoefend. De bibliotheek van de wereldstad Cordoba met zijn 400.000 boeken was beroemd. Volgens velen zou hij ook aan de Al-Karaouine universiteit van Fez hebben gestudeerd om zo de Arabische getallen te introduceren in Europa.

### Keizerlijk leraar
In 969 maakte Borrel II een bedevaart naar Rome en nam Gerbert met zich mee. Gerbert ontmoette daar paus Johannes XIII en keizer Otto I. De paus haalde Otto over om Gerbert als privéleraar voor zijn jonge zoon, de toekomstige keizer Otto II, in te huren. Een aantal jaren later gaf Otto Gerbert de opdracht om aan de kathedraalschool van Reims te studeren. Hij werd daar spoedig tot leraar benoemd door Adalbero, de aartsbisschop van Reims.
Toen Otto II in 973 keizer werd van het Heilige Roomse Rijk, benoemde hij Gerbert tot abt van het klooster van Bobbio en benoemde hem ook als leider van het district.
Na de dood van Otto II in 984 raakte Gerbert betrokken bij de politiek van zijn tijd. In 985 deed hij, met de steun van zijn aartsbisschop, mee aan de poging van Frankrijk om het Lotharingen van keizer Otto III (toen nog met Theophanu als keizerin-regentes) in te nemen. Hugo Capet werd koning van Frankrijk.
Bisschop Adalbero van Reims stierf in 988. Gerbert leek de vanzelfsprekende kandidaat voor zijn opvolging, maar Hugo Capet benoemde Arnulf, een buitenechtelijke zoon van Lotharius van Frankrijk, tot bisschop van Reims. Arnulf werd echter in 991 veroordeeld voor vermeend verraad tegen de koning en Gerbert werd zijn opvolger. Er was veel verzet tegen deze benoeming, zozeer dat paus Johannes XV een afgezant stuurde om Gerbert te schorsen. Gerbert weerstreefde deze schorsing, maar in 995 werd besloten dat Arnulfs afzetting onterecht was geweest en werd Arnulf terug bisschop van Reims.

### Paus
Gerbert werd nu de leraar van Otto III. Paus Gregorius V, Otto's neef, benoemde hem tot aartsbisschop van Ravenna in 998. Met steun van de keizer werd Gerbert in 999 tot paus verkozen als opvolger van Gregorius. Gerbert nam de naam Silvester II aan (naar paus Silvester I, de adviseur van Constantijn de Grote). Kort nadat hij was verkozen, bevestigde Gerbert de positie van zijn vroegere rivaal Arnulf als aartsbisschop van Reims.
In 1001 vond er een Romeinse volksopstand plaats tegen de keizer, waardoor Otto en Gerbert werden gedwongen om naar Ravenna te vluchten. Otto ondernam twee vruchteloze pogingen om de controle over de stad te herwinnen en stierf tijdens een derde poging in 1002. Gerbert keerde spoedig terug naar Rome, hoewel de rebellerende edelen aan de macht bleven. Hij stierf kort daarop en werd begraven in Sint-Jan van Lateranen.

## Werk
Van Gerbert wordt wel gezegd dat hij als geleerde zijn tijd ver vooruit was. Hij schreef een reeks boeken over het onderwijs, waarin hij het quadrivium, de vier wetenschappen rekenkunde (arithmetica), meetkunde (geometria), muziek (musica) en astronomie (astronomia), meer nadruk gaf in de zeven vrije kunsten.
In Reims construeerde hij een hydraulisch orgel dat alle vroegere (waarin handmatig lucht moest worden gepompt) overtrof. Hij deed een vergeefse poging tot introductie van Arabische cijfers in de wereld van het westers christendom, en verbeterde de abacus met behulp van deze cijfers. Gerbert is mogelijk de auteur van een beschrijving van de astrolabe die door Hermannus Contractus bijna 50 jaar later werd uitgegeven. Ook de uitvinding van de mechanische klok wordt aan hem toegeschreven. Ook was hij een kenner van de astronomie.
Als paus trof hij energieke maatregelen tegen de wijdverspreide simonie- en concubinaatpraktijken onder de geestelijkheid. Hij schreef een dogmatische verhandeling over het lichaam en bloed van God, De corpore et sanguine Domini.

## Gerbert als legende

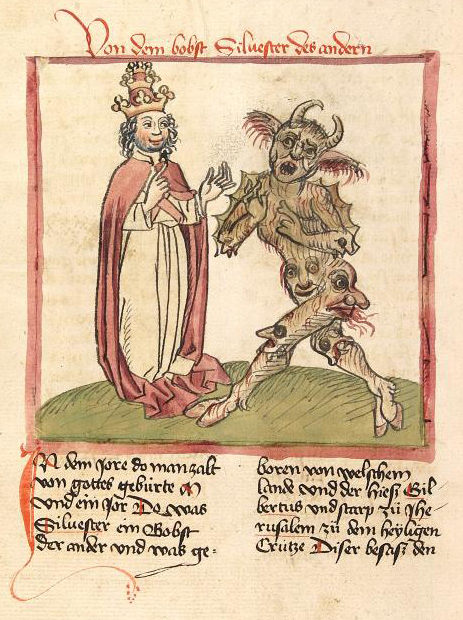
Tekening van het verbond dat Silvester II met de duivel zou hebben gesloten (Codex Palatinus Germanicus 137, folio 216 verso, rond 1460)

Omdat Gerbert magische kunsten en astrologie gestudeerd had in Sevilla, zou hij volgens de legende een tovenaar zijn die een pact met de duivel had gesloten.
Er werd gezegd dat Gerbert in het bezit was van een boek dat in Spanje van een Arabische filosoof was gestolen. Gerbert werd volgens de legende achtervolgd door de bestolene, die de dief via de sterren kon vinden. Gerbert was zich echter bewust van de achtervolging, en verborg het werk onder een houten brug, waar het voor de tovenaar onzichtbaar was.
Van Gerbert werd ook gezegd dat hij een bronzen hoofd gegoten had, dat alle vragen met "ja" of "nee" kon beantwoorden. Er werd gezegd dat hij een verhouding had met een vrouwelijke demon genaamd Meridiana, met wier hulp hij erin slaagde de pauselijke troon te bestijgen.
De geruchten over Gerbert als tovenaar hielden tot meer dan een eeuw na zijn dood aan. Er zijn andere pausen geweest die van hekserij werden verdacht. Zo werden in 1409 paus Johannes XXI en paus Benedictus XII door Gregorius XII gehoord over vermeende magische praktijken bij het Concilie van Pisa.

### Wiskundige werken
- Libellus de numerorum divisione
- De geometria
- Epistola ad Adelbodum
- De sphaerae constructione
- Libellus de rationali et ratione uti

### Kerkelijke werken
- Sermo de informatione episcoporum
- De corpore et sanguine Domini
- Selecta e concil. Basol., Remens., Masom., etc.

### Brieven
- Epistolae ante summum pontificatum scriptae 
  - 218 brieven, waaronder brieven aan de keizer, de paus en verschillende brieven
- Epistolae et decreta pontificia
  - 15 brieven, gericht aan verschillende bisschoppen, waaronder Arnulf en abten, en een brief aan Stefanus I van Hongarije
  - Eén brief aan Otto II, waarvan het auteurschap wordt betwijfeld
- Vijf korte gedichten

### Overige werken
- Acta concilii Remensis ad S. Basolum
- Leonis legati epistola ad Hugonem et Robertum reges

- Bibsys: 90939555
- Biblioteca Nacional de España: XX1232334
- Bibliothèque nationale de France: cb120577541 (data)
- Catàleg d'autoritats de noms i títols de Catalunya: 981058514877606706
- CiNii: DA04393186
- Gemeinsame Normdatei: 11861438X
- International Standard Name Identifier: 0000 0003 8221 4952
- Library of Congress Control Number: n50053288
- Nationale Bibliotheek van Tsjechië: skuk0005254
- Nationale bibliotheek van Australië: 35986673
- Nationale Bibliotheek van Israël: 987007305063205171
- Nationale Bibliotheek van Polen: a0000001185284
- Nederlandse Thesaurus van Auteursnamen: 072231475
- Istituto Centrale per il Catalogo Unico: MILV055565
- LIBRIS: 199517
- Système universitaire de documentation: 028820398
- Trove: 1174056
- Virtual International Authority File: 264422706

Cursief: tegenpaus